# Мохамед Хансаль
Мохамед Хансаль (араб. محمد حنصال, нар. 6 листопада 1947, Оран) — алжирський футбольний арбітр. Арбітр ФІФА у 1979—1990 роках.

## Кар'єра
Працював на таких великих змаганнях:
- Молодіжний чемпіонат світу 1979 (1 матч)
- Молодіжний чемпіонат світу 1987 (1 матч)
- Кубок Азії 1988 (2 матчі)
- Чемпіонат світу 1990 (4 матчі, включаючи матч за бронзові медалі)